# Billingane
Die Billingane (auch bekannt als Billingane Peaks und Maruff Peaks) sind eine Gruppe aus vier Bergen im ostantarktischen Kempland. Sie ragen 8 km ostsüdöstlich des See-Nunatak am östlichen Ende der Hansenfjella auf.
Norwegische Kartografen, die auch die Benennung vornahmen, kartierten die Gebirgsgruppe anhand von Luftaufnahmen, die bei der Lars-Christensen-Expedition 1936/37 entstanden. Namensgeber der vom Antarctic Names Committee of Australia (ANCA) vorgenommenen Benennung ist Rodney Nelson Maruff, Feldforschungsassistent bei der 1965 durchgeführten Kampagne im Rahmen der Australian National Antarctic Research Expeditions.